# Station Kostelec na Hané
Železniční stanice Kostelec na Hané (Nederlands: Station Kostelec na Hané, Duits vroeger: Kosteletz (Hanna)) is een station in de Tsjechische gemeente Kostelec na Hané. Het station is onder beheer van de SŽDC en wordt bediend door stoptreinen van de České Dráhy.

## Verbindingen
De volgende spoorlijnen lopen vanaf, naar of via station Kostelec na Hané:
- lijn 271: Prostějov hlavní nádraží – Chornice
- lijn 273: Červenka – Prostějov hlavní nádraží

Prostějov hlavní nádraží ↔ Prostějov místní nádraží ↔ Kostelec na Hané ↔ Lutotín ↔ Zdětín u Prostějova ↔ Ptení ↔ Stražisko ↔ Čunín ↔ Křemenec ↔ Konice ↔ Jesenec ↔ Dzbel ↔ Šubířov ↔ Nectava ↔ Chornice
Červenka ↔ Červenka zastávka ↔ Litovel ↔ Litovel město ↔ Litovel předměstí ↔ Myslechovice ↔ Cholina ↔ Odrlice ↔ Senice na Hané zastávka ↔ Senice na Hané ↔ Náměšť na Hané ↔ Drahanovice ↔ Slatinice ↔ Třebčín ↔ Kaple ↔ Čelechovice na Hané ↔ Kostelec na Hané ↔ Prostějov místní nádraží ↔ Prostějov hlavní nádraží